# Heteroscorpion kaii
Espèce
Heteroscorpion kaii est une espèce de scorpions de la famille des Heteroscorpionidae.

## Distribution
Cette espèce est endémique d'Anôsy à Madagascar. Elle se rencontre dans la forêt de Grande Lavasoa.

## Description
La femelle holotype mesure 74,9 mm.

## Étymologie
Cette espèce est nommée en l'honneur de Kai Schütte.

## Publication originale
- Lourenço & Goodman, 2009 : Description of a new species of Heteroscorpion Birula, 1903 (Scorpiones, Heteroscorpionidae) from "Grande Lavasoa" in extreme southern Madagascar. Entomologische Mitteilungen aus dem Zoologischen Museum Hamburg, vol. 15, no 181, p. 115-125 (texte intégral).